# O'Shaquie Foster
Pour les articles homonymes, voir Foster.
O'Shaquie Foster est un boxeur américain né le 17 septembre 1993 à Orange (Texas).

## Carrière
Passé professionnel en 2012, il remporte le titre vacant de champion du monde des poids super-plumes WBC le 11 février 2023 en battant aux points Rey Vargas, champion poids plumes WBC. Foster conserve son titre le 28 octobre 2023 après sa victoire par arrêt de l'arbitre au 12e round contre Eduardo Hernandez ainsi que le 16 février 2024 face à Abraham Nova qu'il bat aux points. Il est en revanche battu le 6 juillet 2024, également aux points, par Robson Conceição, avant de remporter le combat revanche le 2 novembre 2024.

### Liste des combats professionnels
| 26 combats      | 23 victoires | 3 défaites |
| Avant la limite | 12           | 0          |
| Sur décision    | 11           | 3          |

| Décision possible : KO • TKO (KO technique) • UD (décision aux points unanime) • MD (décision aux points majoritaire) • SD (décision aux points partagée) • D (match nul) • NC (sans décision) • RTD (abandon) |        |                       |      |         |                   |                                          |                                                                |
| Résultat | Record | Adversaire            | Type | Round   | Date              | Lieu                                     | Notes                                                          |
| Victoire | 23-3   | Robson Conceição      | UD   | 12 (12) | 2 novembre 2024   | Turning Stone Resort & Casino, Verona    | Remporte le titre des poids super-plumes WBC                   |
| Défaite | 22-3   | Robson Conceição      | UD   | 12 (12) | 6 juillet 2024    | Prudential Center, Newark                | Perd le titre des poids super-plumes WBC                       |
| Victoire | 22-2   | Abraham Nova          | UD   | 12 (12) | 16 février 2024   | Madison Square Garden Theater, New-York  | Conserve le titre des poids super-plumes WBC                   |
| Victoire | 21-2   | Eduardo Hernandez     | TKO  | 12 (12) | 28 octobre 2023   | Poliforum Benito Juarez, Cancun          | Conserve le titre des poids super-plumes WBC                   |
| Victoire | 20-2   | Rey Vargas            | UD   | 12 (12) | 11 février 2023   | Alamodome, San Antonio                   | Remporte le titre vacant des poids super-plumes WBC            |
| Victoire | 19-2   | Muhammadkhuja Yaqubov | UD   | 12 (12) | 18 mars 2022      | Aviation Club Tennis Centre, Dubaï       | Conserve le titre des poids super-plumes WBC silver            |
| Victoire | 18-2   | Miguel Román          | KO   | 9 (10)  | 19 novembre 2020  | Wild Card Boxing, Los Angeles            | Conserve le titre des poids super-plumes WBC silver            |
| Victoire | 17-2   | Alberto Mercado       | UD   | 10 (10) | 5 décembre 2019   | Terminal 5, New York                     | Conserve le titre des poids super-plumes WBC silver            |
| Victoire | 16-2   | Jesus Bravo           | KO   | 8 (10)  | 17 juillet 2019   | Gimnasio Nacional Eddy Cortés, San Juan  | Remporte le titre vacant des poids super-plumes WBA fedecentro |
| Victoire | 15-2   | Fatiou Fassinou       | RTD  | 3 (10)  | 23 février 2019   | Beaumont Civic Center, Beaumont          |                                                                |
| Victoire | 14-2   | Jon Fernandez         | UD   | 10 (10) | 21 septembre 2018 | Firelake Arena, Shawnee                  | Remporte le titre des poids super-plumes WBC silver            |
| Victoire | 13-2   | Frank De Alba         | MD   | 8 (8)   | 13 avril 2018     | Sands Bethlehem Event Center, Bethlehem  |                                                                |
| Victoire | 12-2   | Kaylyn Alfred         | MD   | 4 (4)   | 20 janvier 2018   | Arabia Shrine Center, Houston            |                                                                |
| Victoire | 11-2   | Andrew Goodrich       | TKO  | 1 (4)   | 29 décembre 2017  | Rapides Coliseum, Alexandria             |                                                                |
| Défaite | 10-2   | Rolando Chinea        | SD   | 8 (8)   | 22 juillet 2016   | Foxwoods Resort, Mashantucket            |                                                                |
| Victoire | 10-1   | Lavisas Williams      | TKO  | 7 (8)   | 19 février 2016   | Boardwalk Hall, Atlantic City            |                                                                |
| Victoire | 9-1    | Rynell Griffin        | TKO  | 4 (6)   | 16 janvier 2016   | ABC Sports Complex, Springfield          |                                                                |
| Défaite | 8-1    | Samuel Teah           | UD   | 8 (8)   | 8 novembre 2015   | The D Hotel & Casino, Las Vegas          |                                                                |
| Victoire | 8-0    | Darius Jackson        | KO   | 1 (4)   | 28 septembre 2015 | Veteran's Memorial Park, Beach Haven     |                                                                |
| Victoire | 7-0    | Frank Jordan          | KO   | 1 (4)   | 22 août 2015      | North Hall at Eastern Market, Washington |                                                                |
| Victoire | 6-0    | Devin Parker          | UD   | 4 (4)   | 12 juillet 2014   | Evangeline Downs Casino, Opelousas       |                                                                |
| Victoire | 5-0    | Mario Lacey           | TKO  | 2 (6)   | 10 mai 2014       | Evangeline Downs Casino, Opelousas       |                                                                |
| Victoire | 4-0    | Aaron Anderson        | UD   | 4 (4)   | 2 novembre 2013   | H & PE Arena, Houston                    |                                                                |
| Victoire | 3-0    | Stephan Nava          | KO   | 1 (4)   | 26 octobre 2012   | Casa de Amistad, Harlingen               |                                                                |
| Victoire | 2-0    | Manuel Rubalcava      | UD   | 4 (4)   | 22 septembre 2012 | Civic Center, Cleveland                  |                                                                |
| Victoire | 1-0    | Theo Johnson          | TKO  | 1 (4)   | 8 septembre 2012  | Borchard Regional Fairgrounds, Robstown  |                                                                |